# Де Гуй, Эд
Эдуард Францискус (Эд) де Гуй (нидерл. Eduard Franciscus 'Ed' de Goeij; род. 20 декабря 1966, Гауда, Южная Голландия) — нидерландский футбольный вратарь и тренер.

## Биография

### Клубная карьера
Эд де Гуй родился в городе Гауда, что в провинции Южная Голландия, находящейся на западе Нидерландов. Свою профессиональную футбольную карьеру де Гуй начал в 1985 году в клубе «Спарта» из города Роттердам. В своём первом сезоне за «Спарту» 19-летний вратарь провёл 12 матчей в чемпионате Нидерландов 1985/86, а уже в следующем сезоне де Гуй стал основным вратарём клуба. За пять лет, проведённых в «Спарте», Эд сыграл 145 матчей.
В 1990 году де Гуй перешёл в «Фейеноорд» из Роттердама. В «Фейеноорде» Эд провёл семь блистательных лет; примечательно, что за эти годы он пропустил лишь 7 официальных матчей. В составе «Фейеноорда» де Гуй выиграл титул чемпиона Нидерландов в сезоне 1992/93 и стал четырёхкратным обладателем кубка Нидерландов (1990/91, 1991/92, 1993/94, 1994/95). В 1993 году де Гуй был назван лучшим вратарём года в Нидерландах, а год спустя в 1994 году стал обладателем «Золотой бутсы» как лучший футболист Нидерландов по версии газеты «De Telegraaf» и журнала «Voetbal International».
В июне 1997 года де Гуй перешёл в английский «Челси», сумма трансфера составила £ 2,5 млн, тем самым Эд стал наиболее дорогим вратарём Премьер-лиги на тот момент. Де Гуй на долгое время стал первым вратарём «Челси». В составе «Челси» Эд выиграл Кубок английской Лиги (1997/98), Кубок Кубков (1997/98) и Кубок Англии (1999/00). В сезоне 1999/2000 он установил рекорд клуба по числу выходов на поле — 59 матчей, из которых в 27 матчах он не пропустил ни одного мяча; позже его рекорд по проведённым матчам в одном сезоне превзошли Фрэнк Лэмпард и Петр Чех. Потом его игра стала не такой яркой, и потому он уступил место в основе Карло Кудичини, проведя в итоге за три года лишь 25 матчей. Всего за «Челси» де Гуй провёл 179 матчей, в 71 из которых он оставил свои ворота в неприкосновенности.
В 2003 году в статусе свободного агента де Гуй стал игроком «Сток Сити», клуба, выступавшего на тот момент в футбольной лиге Англии (то есть вне Премьер-лиги). В своём первом сезоне за «Сток Сити» Эд провёл 37 матчей, а его клуб занял в турнирной таблице 11 место. В сезоне 2003/2004 де Гуй появился только в 17 матчах. В «Сток Сити», в котором де Гуй выступал до мая 2006 года, Эд провёл 56 матчей. После ухода из «Сток Сити» Эд решил завершить игровую карьеру.

### Карьера в сборной
В национальной сборной Нидерландов де Гуй дебютировал 19 декабря 1991 года в матче против сборной Турции, матч завершился победой нидерландцев со счётом 3:1. На чемпионате мира 1994 де Гуй сыграл во всех матчах, проведённых его сборной, которая дошла до четвертьфинала, где уступила будущим чемпионам мира — сборной Бразилии.
Де Гуй был в составе сборной Нидерландов на чемпионате Европы 1996 года, который проходил в Англии. На турнире Эд был запасным вратарём и так ни разу и не вышел на поле, а его сборная тогда дошла до четвертьфинала, где уступила сборной Франции лишь в серии послематчевых пенальти со счётом 4:5.
На чемпионате мира 1998 года де Гуй также ни разу не вышел на поле. На чемпионате Европы 2000 года 34-летний Эд также попал в сборную, и снова в качестве запасного вратаря; получил бронзовую медаль как полуфиналист того турнира, хотя и не вышел на поле ни разу. Основным вратарём сборной на тот момент был Эдвин ван дер Сар, а первым запасным вратарём был Сандер Вестерфельд.
Всего в составе сборной Нидерландов де Гуй провёл 31 матч, из них в 13 матчах не пропускал мячей. Свою последнюю игру Эд провёл 1 июня 1998 года в матче против сборной Парагвая, Эд вышел на поле на 46-й минуте матча, в котором его сборная победила со счётом 5:1.

### Тренерская карьера
После окончания футбольной карьеры Эд стал тренером вратарей в «Челси», а год спустя, летом 2007 года, стал ассистентом главного тренера в клубе «Куинз Парк Рейнджерс», но не проработал и полсезона. Исполнительный директор «Куинз Парк Рейнджерс» Джанни Паладини разорвал контракт с де Гуем уже 6 декабря 2007 года.

## Статистика

### Матчи де Гуя за сборную Нидерландов
| Матчи де Гуя за сборную Нидерландов | Матчи де Гуя за сборную Нидерландов | Матчи де Гуя за сборную Нидерландов | Матчи де Гуя за сборную Нидерландов | Матчи де Гуя за сборную Нидерландов | Матчи де Гуя за сборную Нидерландов |
| ----------------------------------- | ----------------------------------- | ----------------------------------- | ----------------------------------- | ----------------------------------- | ----------------------------------- |
| №                                   | Дата                                | Соперник                            | Счёт                                | Пропущено голов                     | Соревнование                        |
| 1                                   | 16 декабря 1992                     | Турция                              | 3:1                                 | 1                                   | Чемпионат мира 1994 (отбор)         |
| 2                                   | 24 февраля 1993                     | Турция                              | 3:1                                 | 1                                   | Чемпионат мира 1994 (отбор)         |
| 3                                   | 24 марта 1993                       | Сан-Марино                          | 6:0                                 | —                                   | Чемпионат мира 1994 (отбор)         |
| 4                                   | 28 апреля 1993                      | Англия                              | 2:2                                 | 2                                   | Чемпионат мира 1994 (отбор)         |
| 5                                   | 9 июня 1993                         | Норвегия                            | 0:0                                 | —                                   | Чемпионат мира 1994 (отбор)         |
| 6                                   | 22 сентября 1993                    | Сан-Марино                          | 7:0                                 | —                                   | Чемпионат мира 1994 (отбор)         |
| 7                                   | 13 октября 1993                     | Англия                              | 2:0                                 | —                                   | Чемпионат мира 1994 (отбор)         |
| 8                                   | 17 ноября 1993                      | Польша                              | 3:1                                 | 1                                   | Чемпионат мира 1994 (отбор)         |
| 9                                   | 19 января 1994                      | Тунис                               | 2:2                                 | —                                   | Товарищеский матч                   |
| 10                                  | 23 марта 1994                       | Шотландия                           | 1:0                                 | —                                   | Товарищеский матч                   |
| 11                                  | 20 апреля 1994                      | Ирландия                            | 0:1                                 | 1                                   | Товарищеский матч                   |
| 12                                  | 27 мая 1994                         | Шотландия                           | 3:1                                 | 1                                   | Товарищеский матч                   |
| 13                                  | 1 июня 1994                         | Венгрия                             | 7:1                                 | 1                                   | Товарищеский матч                   |
| 14                                  | 12 июня 1994                        | Канада                              | 3:0                                 | —                                   | Товарищеский матч                   |
| 15                                  | 20 июня 1994                        | Саудовская Аравия                   | 2:1                                 | 1                                   | Чемпионат мира 1994                 |
| 16                                  | 25 июня 1994                        | Бельгия                             | 0:1                                 | 1                                   | Чемпионат мира 1994                 |
| 17                                  | 29 июня 1994                        | Марокко                             | 2:1                                 | 1                                   | Чемпионат мира 1994                 |
| 18                                  | 4 июля 1994                         | Ирландия                            | 2:0                                 | —                                   | Чемпионат мира 1994                 |
| 19                                  | 9 июля 1994                         | Бразилия                            | 2:3                                 | 3                                   | Чемпионат мира 1994                 |
| 20                                  | 7 сентября 1994                     | Люксембург                          | 4:0                                 | —                                   | Чемпионат Европы 1996 (отбор)       |
| 21                                  | 12 октября 1994                     | Норвегия                            | 1:1                                 | 1                                   | Чемпионат Европы 1996 (отбор)       |
| 22                                  | 16 ноября 1994                      | Чехия                               | 0:0                                 | —                                   | Чемпионат Европы 1996 (отбор)       |
| 23                                  | 14 декабря 1994                     | Люксембург                          | 5:0                                 | —                                   | Чемпионат Европы 1996 (отбор)       |
| 24                                  | 18 января 1995                      | Франция                             | 0:1                                 | 1                                   | Товарищеский матч                   |
| 25                                  | 22 февраля 1995                     | Португалия                          | 0:1                                 | 1                                   | Товарищеский матч                   |
| 26                                  | 29 марта 1995                       | Мальта                              | 4:0                                 | —                                   | Чемпионат Европы 1996 (отбор)       |
| 27                                  | 26 апреля 1995                      | Чехия                               | 1:3                                 | 3                                   | Чемпионат Европы 1996 (отбор)       |
| 28                                  | 29 мая 1996                         | Китай                               | 2:0                                 | —                                   | Товарищеский матч                   |
| 29                                  | 4 июня 1997                         | ЮАР                                 | 2:0                                 | —                                   | Товарищеский матч                   |
| 30                                  | 24 февраля 1998                     | Мексика                             | 3:2                                 | 2                                   | Товарищеский матч                   |
| 31                                  | 1 июня 1998                         | Парагвай                            | 5:1                                 | —                                   | Товарищеский матч                   |

Итого: 31 матч / пропущено 22 гола; 20 побед, 5 ничьих, 6 поражений.

## Достижения
Командные
«Фейеноорд»
- Чемпион Эредивизе: 1992/93
- Обладатель Кубка Нидерландов (4): 1991, 1992, 1994, 1995
- Обладатель Суперкубка Нидерландов: 1991
- Итого: 6 трофеев

«Челси»
- Обладатель Кубка Футбольной лиги: 1998
- Обладатель Кубка обладателей кубков УЕФА (1): 1998
- Обладатель Суперкубка УЕФА: 1998
- Обладатель Кубка Англии: 2000
- Обладатель Суперкубка Англии: 2000
- Итого: 5 трофеев

Сборная Нидерландов
- Четвёртое место чемпионата мира: 1998
- Бронзовый призёр чемпионата Европы: 2000

Личные
- Лучший вратарь Нидерландов 1993 года
- Лучший футболист Нидерландов 1994 года («Золотая бутса», по опросу «De Telegraaf» и «Voetbal International»)